# Нью-Йорк Нікс
«Нью-Йорк Нікс» (англ. New York Knicks) — професійна баскетбольна команда, заснована у 1946, розташована в місті Нью-Йорк в штаті Нью-Йорк. Команда є членом  Атлантичного дивізіону Східної конференції Національної баскетбольної асоціації.
Повна назва команди «New York Knickerbockers» походить від особливого виду панталонів «knickerbockers», що їх носили голландські засновники міста Нью-Йорк.
Домашнім полем для «Нікс» є Медісон-сквер-гарден в окрузі Мангеттен.

## Статистика
В = Виграші, П = Програші, П% = Процент виграшних матчів
| Сезон     | В    | П    | П%   | Плейоф                                                                                                  | Результати                                                                               |
| --------- | ---- | ---- | ---- | --- | ---------------------------------------------------------------------------------------- |
| 1946-47   | 33   | 27   | .550 | Виграли в першому раунді Програли в фіналі конференції                                                  | Нью-Йорк 2, Клівленд 1 Філадельфія 2, Нью-Йорк 0                                         |
| 1947-48   | 26   | 22   | .542 | Програли в першому раунді                                                                               | Балтимор 2, Нью-Йорк 1                                                                   |
| 1948-49   | 32   | 28   | .533 | Виграли в першому раунді Програли в фіналі конференції                                                  | Нью-Йорк 2, Балтимор 1 Вашингтон 2, Нью-Йорк 1                                           |
| 1949-50   | 40   | 28   | .588 | Виграли в першому раунді Програли в фіналі конференції                                                  | Нью-Йорк 2, Вашингтон 0 Сірак'юс 2, Нью-Йорк 0                                           |
| 1950-51   | 36   | 30   | .545 | Виграли в першому раунді Виграли в фіналі конференції Програли в фіналі                                 | Нью-Йорк 2, Бостон 0 Нью-Йорк 3, Сірак'юс 2 Рочестер (Нью-Йорк) 4, Нью-Йорк 3            |
| 1951-52   | 37   | 29   | .561 | Виграли в першому раундом Виграли в фіналі конференції Програли в фінале                                | Нью-Йорк 2, Бостон 1 Нью-Йорк 3, Сірак'юс 1 Міннеаполіс 4, Нью-Йорк 3                    |
| 1952-53   | 47   | 23   | .671 | Виграли в першому раунді Виграли в фіналі конференції Програли в фіналі                                 | Нью-Йорк 2, Балтимор 0 Нью-Йорк 3, Бостон 1 Міннеаполіс 4, Нью-Йорк 1                    |
| 1953-54   | 44   | 28   | .611 | раунд-робин раунд-робин                                                                                 | Сірак'юс 2, Нью-Йорк 0 Бостон 2, Нью-Йорк 0                                              |
| 1954-55   | 38   | 34   | .528 | Програли в першому раунді                                                                               | Бостон 2, Нью-Йорк 1                                                                     |
| 1955-56   | 35   | 37   | .486 | Програли в першому раунді                                                                               | Сірак'юс 1, Нью-Йорк 0                                                                   |
| 1956-57   | 36   | 36   | .500 | |                                                                                          |
| 1957-58   | 35   | 37   | .486 | |                                                                                          |
| 1958-59   | 40   | 32   | .556 | Програли в першому раунді                                                                               | Сірак'юс 2, Нью-Йорк 0                                                                   |
| 1959-60   | 27   | 48   | .360 | |                                                                                          |
| 1960-61   | 21   | 58   | .266 | |                                                                                          |
| 1961-62   | 29   | 51   | .363 | |                                                                                          |
| 1962-63   | 21   | 59   | .263 | |                                                                                          |
| 1963-64   | 22   | 58   | .275 | |                                                                                          |
| 1964-65   | 31   | 49   | .388 | |                                                                                          |
| 1965-66   | 30   | 50   | .375 | |                                                                                          |
| 1966-67   | 36   | 45   | .444 | Програли в першому раунді                                                                               | Бостон 3, Нью-Йорк 1                                                                     |
| 1967-68   | 43   | 39   | .524 | Програли в першому раунді                                                                               | Сірак'юс 4, Нью-Йорк 2                                                                   |
| 1968-69   | 54   | 28   | .659 | Виграли в першому раунді Програли в фіналі конференції                                                  | Нью-Йорк 4, Балтимор 0 Бостон 4, Нью-Йорк 2                                              |
| 1969-70   | 60   | 22   | .732 | Виграли в першому раунді Виграли в фіналі конференції Виграли в фіналі                                  | Нью-Йорк 4, Балтимор 3 Нью-Йорк 4, Мілвокі 1 Нью-Йорк 4, Лос-Анджелес 3                  |
| 1970-71   | 52   | 30   | .634 | Виграли в першому раунді Програли в фіналі конференції                                                  | Нью-Йорк 4, Атланта 1 Балтимор 4, Нью-Йорк 3                                             |
| 1971-72   | 48   | 34   | .585 | Виграли в першому раунді Виграли в фіналі конференції Програли в фіналі                                 | Нью-Йорк 4, Балтимор 2 Нью-Йорк 4, Бостон 1 Лос-Анджелес 4, Нью-Йорк 1                   |
| 1972-73   | 57   | 25   | .695 | Виграли в першому раунді Виграли в фіналі конференції Виграли в фіналі                                  | Нью-Йорк 4, Балтимор 1 Нью-Йорк 4, Бостон 3 Нью-Йорк 4, Лос-Анджелес 1                   |
| 1973-74   | 49   | 33   | .598 | Виграли в першому раунді Програли в фіналі конференції                                                  | Нью-Йорк 4, Балтимор 3 Бостон 4, Нью-Йорк 1                                              |
| 1974-75   | 40   | 42   | .488 | Програли в першому раунді                                                                               | Х'юстон 2, Бостон 1                                                                      |
| 1975-76   | 38   | 44   | .463 | |                                                                                          |
| 1976-77   | 40   | 42   | .488 | |                                                                                          |
| 1977-78   | 43   | 39   | .524 | Виграли в першому раунді Програли в півфінале конференції                                               | Нью-Йорк 2, Кавелірс 0 Філадельфія 4, Нью-Йорк 0                                         |
| 1978-79   | 31   | 51   | .378 | |                                                                                          |
| 1979-80   | 39   | 43   | .476 | |                                                                                          |
| 1980-81   | 50   | 32   | .610 | Програли в першому раунді                                                                               | Чикаго 2, Нью-Йорк 0                                                                     |
| 1981-82   | 33   | 49   | .402 | |                                                                                          |
| 1982-83   | 44   | 38   | .537 | Виграли в першому раунді Програли в півфінале конференції                                               | Нью-Йорк 2, Нью-Джерсі 0 Філадельфія 4, Нью-Йорк 0                                       |
| 1983-84   | 47   | 35   | .537 | Виграли в першому раунді Програли в півфінале конференції                                               | Нью-Йорк 3, Детройт 2 Бостон 4, Нью-Йорк 3                                               |
| 1984-85   | 24   | 58   | .293 | |                                                                                          |
| 1985-86   | 23   | 59   | .280 | |                                                                                          |
| 1986-87   | 24   | 58   | .293 | |                                                                                          |
| 1987-88   | 38   | 44   | .463 | Програли в першому раунді                                                                               | Бостон 3, Нью-Йорк 1                                                                     |
| 1988-89   | 52   | 30   | .634 | Виграли в першому раунді Програли в півфінале конференції                                               | Нью-Йорк 3, Філадельфія 0 Чикаго 4, Нью-Йорк 2                                           |
| 1989-90   | 45   | 37   | .549 | Виграли в першому раунді Програли в півфінале конференції                                               | Нью-Йорк 3, Бостон 2 Детройт 4, Нью-Йорк 1                                               |
| 1990-91   | 39   | 43   | .476 | Програли в першому раунді                                                                               | Чикаго 3, Нью-Йорк 0                                                                     |
| 1991-92   | 51   | 31   | .622 | Виграли в першому раунді Програли в півфінале конференції                                               | Нью-Йорк 3, Детройт 2 Чикаго 4, Нью-Йорк 3                                               |
| 1992-93   | 60   | 22   | .732 | Виграли в першому раунді Виграли в півфіналі конференції Програли в фіналі конференції                  | Нью-Йорк 3, Індіана 1 Нью-Йорк 4, Шарлот 1 Чикаго 4, Нью-Йорк 2                          |
| 1993-94   | 57   | 25   | .695 | Виграли в першому раунді Виграли в півфіналі конференції Виграли в фіналі конференції Програли в фіналі | Нью-Йорк 3, Нью-Джерсі 1 Нью-Йорк 4, Чикаго 3 Нью-Йорк 4, Індіана 3 Рокетс 4, Нью-Йорк 3 |
| 1994-95   | 55   | 27   | .671 | Виграли в першому раунді Програли в півфінале конференції                                               | Нью-Йорк 3, Кавелірс 1 Індіана 4, Нью-Йорк 3                                             |
| 1995-96   | 47   | 35   | .573 | Виграли в першому раунді Програли в півфінале конференції                                               | Нью-Йорк 3, Кавелірс 0 Чикаго 4, Нью-Йорк 1                                              |
| 1996-97   | 57   | 25   | .695 | Виграли в першому раунді br> Програли в півфінале конференції                                           | Нью-Йорк 3, Шарлот 0 Маямі 4, Нью-Йорк 3                                                 |
| 1997-98   | 43   | 39   | .524 | Виграли в першому раунді Програли в півфінале конференції                                               | Нью-Йорк 3, Маямі 2 Індіана 4, Нью-Йорк 1                                                |
| 1998-99   | 27   | 23   | .540 | Виграли в першому раунді Виграли в півфіналі конференції Виграли в финалі конференції Програли в фіналі | Нью-Йорк 3, Маямі 2 Нью-Йорк 4, Атланта 0 Нью-Йорк 4, Індіана2 Сан-Антоніо 4, Нью-Йорк 1 |
| 1999-2000 | 50   | 32   | .610 | Виграли в першому раунді Виграли в півфіналі конференції Програли в фінале конференції                  | Нью-Йорк 3, Торонто 0 Нью-Йорк 4, Маямі 3 Індіана 4, Нью-Йорк 2                          |
| 2000-01   | 48   | 34   | .585 | Програли в першому раунді                                                                               | Торонто 3, Нью-Йорк 2                                                                    |
| 2001-02   | 30   | 52   | .366 | |                                                                                          |
| 2002-03   | 37   | 45   | .451 | |                                                                                          |
| 2003-04   | 39   | 43   | .476 | Програли в першому раунді                                                                               | Нью-Джерсі 4, Нью-Йорк 0                                                                 |
| 2004-05   | 33   | 49   | .402 | |                                                                                          |
| 2005-06   | 23   | 59   | .280 | |                                                                                          |
| 2006-07   | 33   | 49   | .402 | |                                                                                          |
| 2007-08   | 23   | 59   | .280 | |                                                                                          |
| 2008-09   | 32   | 50   | .390 | |                                                                                          |
| 2009-10   | 29   | 53   | .354 | |                                                                                          |
| 2010-11   | 42   | 40   | .512 | Програли в першому раунді                                                                               | Бостон 4, Нью-Йорк 0                                                                     |
| 2011-12   | 36   | 30   | .545 | Програли в першому раунді                                                                               | Маямі 4, Нью-Йорк 1                                                                      |
| Сума      | 2561 | 2586 | .498 | |                                                                                          |
| Плейоф    | 180  | 179  | .501 | 2 чемпіонати                                                                                            |                                                                                          |